# Chris Gruetzemacher
Christopher William Gruetzemacher (Page, Arizona, Estados Unidos, 16 de junio de 1986) es un artista marcial mixto estadounidense que compite en la división de peso ligero de Ultimate Fighting Championship.

## Primeros años
Su madre, Julia, es de Chile, y su familia recibió asilo político en Estados Unidos con la ayuda de las Iglesias Unidas después de que su abuelo, que era asambleísta en Chile, fuera detenido y torturado durante tres años tras un levantamiento contra Salvador Allende que cambió el régimen en Chile. Nació en Page, Arizona, Estados Unidos, y a la edad de cinco años, su padre (el veterano del ejército Jim Gruetzemacher), fue disparado y asesinado en Arizona, esto evocó su instinto primario de autoprotección donde comenzó a luchar.
Fue alumno de la Thunderbird High School, donde comenzó su formación como luchador. Comenzó a entrenar jiu-jitsu brasileño y Muay Thai en 2007 para ponerse en forma y progresar poco a poco hasta competir en MMA. Eligió su profesión como luchador tras decidir invertir su tiempo como atleta en el deporte de combate y formar parte de algo grande en su vida. Trabajó con el antiguo miembro del equipo nacional de lucha de Tailandia y múltiple campeón del mundo de Muay Thai, el maestro Kru Paul, en Carolina del Norte para perfeccionar su juego de pie antes de encontrar su nueva base de entrenamiento en 2 Knuckle Sports.
Un día típico de entrenamiento para él incluye fuerza y acondicionamiento por la mañana, grappling por la tarde y trabaja en su juego de pie al final del día después de impartir dos clases de BJJ en la Academia de MMA 2 Knuckle Sports.

Nunca querría dejar de luchar. Esto es lo que soy. Hago lo que se supone que debo hacer... Sinceramente, si me dijeran que ya no puedo ser un luchador, no podría decir qué quiero hacer con nada.

## Carrera en las artes marciales mixtas

### Inicios
Comenzó su debut profesional en 2008 y disputó la mayoría de sus combates en Arizona, Estados Unidos. Fue el exluchador de Strikeforce y World Series of Fighting. Él acumuló un récord de 12-1 con 11 racha de victorias donde ganó de nuevo a las victorias sobre los veteranos de UFC Roli Delgado (que fue 9 pulgadas más alto que el) y John Gunderson antes de firmar por UFC.
Se tomó 21 meses de descanso tras su lesión del ligamento cruzado anterior antes de volver a la jaula, donde fue seleccionado como uno de los concursantes de UFC The Ultimate fighter 22.

### The Ultimate Fighter
Fue seleccionado para ser uno de los concursantes de la serie de competición de MMA de UFC TV The Ultimate Fighter: Team McGregor vs. Team Faber, (The Ultimate Fighter 22), luchadores de Europa entrenados por Conor McGregor contra luchadores de Estados Unidos entrenados por Urijah Faber. Fue entrenado por el equipo Urijah Faber.
Se enfrentó a Austin Springer en el combate de eliminación y ganó el combate por TKO en el segundo asalto. En la Ronda de Apertura se enfrentó a Sascha Sharma y ganó el combate por decisión unánime. Pasó a los cuartos de final y se enfrentó a Artem Lobov y sufrió una derrota por TKO.
En el episodio 7 de The Ultimate Fighter, tuvo un enfrentamiento verbal después de una fuerte sesión de bebida, apostando tiros en los juegos de billar, en la casa entre él y Julian Erosa donde Erosa comentó que las peleas de Gruetzemacher eran las más aburridas de la casa. El enfrentamiento subió de tono y se acaloró donde Erosa lo retó a actuar sobre su agregación. Le echó cerveza y agua en la cara a Erosa. El enfrentamiento se redujo después de algunas posturas y gritos, y las cabezas frías prevalecieron sin que se produjera ninguna pelea física.

### Ultimate Fighting Championship
Debutó en la UFC contra Abner Lloveras el 11 de diciembre de 2015 en The Ultimate Fighter: Team McGregor vs. Team Faber Finale. Ganó el combate por decisión unánime.
Se enfrentó a Chas Skelly fue el 4 de febrero de 2017 en UFC Fight Night: Bermudez vs. Korean Zombie. Perdió el combate por sumisión en el segundo asalto.
Se esperaba que se enfrentara a Martin Bravo el 5 de agosto de 2017 en UFC Fight Night: Pettis vs. Moreno. Fue retirado del combate y sustituido por Humberto Bandenay.
Se enfrentó a Davi Ramos el 9 de diciembre de 2017 en UFC Fight Night: Swanson vs. Ortega. Perdió el combate por sumisión en el tercer asalto.
Se enfrentó a Joe Lauzon el 7 de abril de 2018 en UFC 223. Ganó el combate por TKO en el segundo asalto. Esta victoria le valió el premio a la Actuación de la Noche.
Se esperaba que se enfrentara a Beneil Dariush el 10 de noviembre de 2018 en UFC Fight Night: Korean Zombie vs. Rodríguez. Sin embargo, el 18 de octubre de 2018, se informó que se retiró del evento y fue reemplazado por Thiago Moisés.
Se esperaba que se enfrentara a Jesus Pinedo el 23 de marzo de 2019 en UFC Fight Night: Thompson vs. Pettis. Sin embargo, el 13 de marzo de 2019, se informó que fue retirado del combate debido a una lesión y fue reemplazado por John Makdessi.
Se enfrentó a Alexander Hernandez el 31 de octubre de 2020 en UFC Fight Night: Hall vs. Silva. Perdió el combate por nocaut en el primer asalto.
Se enfrentó a Rafa García el 31 de julio de 2021 en UFC on ESPN: Hall vs. Strickland. Ganó el combate por decisión unánime.
Se enfrentó a Claudio Puelles el 4 de diciembre de 2021 en UFC on ESPN: Font vs. Aldo. Perdió el combate por sumisión en el tercer asalto.

## Campeonatos y logros
- Ultimate Fighting Championship
  - Actuación de la Noche (una  vez) vs. Joe Lauzon[38]

## Vida personal
El exluchador de UFC y WEC y actual luchador de Bellator, Benson Henderson y él son compañeros de equipo, y son compañeros de entrenamiento desde hace mucho tiempo.
Como la mayoría de sus compañeros y profesores no podían pronunciar correctamente su apellido "Gruetzemacher" (pronunciado: Gritz-mock-er) cuando era joven, se limitaban a llamarle "Gritz" (que es como se pronuncia el principio de este apellido) y así es como se acuñó su apodo "Gritz".
Se cortó su característica melena "cavernícola" y la donó en 2017 a Wigs for Kids, una organización benéfica para niños que padecen cáncer.

## Récord en artes marciales mixtas
| Resultado | Récord | Oponente            | Método                                     | Evento                                                    | Fecha                   | Ronda | Tiempo | Localización         | Notas                   |
| --------- | ------ | ------------------- | ------------------------------------------ | --------------------------------------------------------- | ----------------------- | ----- | ------ | -------------------- | ----------------------- |
| Derrota   | 15-5   | Claudio Puelles     | Sumisión (barra de rodilla)                | UFC on ESPN: Font vs. Aldo                                | 4 de diciembre de 2021  | 3     | 3:25   | Las Vegas, Nevada    |                         |
| Victoria  | 15-4   | Rafa García         | Decisión (unánime)                         | UFC on ESPN: Hall vs. Strickland                          | 31 de julio de 2021     | 3     | 5:00   | Las Vegas, Nevada    |                         |
| Derrota   | 14-4   | Alexander Hernandez | KO (puñetazos)                             | UFC Fight Night: Hall vs. Silva                           | 31 de octubre de 2020   | 1     | 4:46   | Las Vegas, Nevada    |                         |
| Victoria  | 14-3   | Joe Lauzon          | TKO (parada médica)                        | UFC 223                                                   | 7 de abril de 2018      | 2     | 5:00   | Brooklyn, Nueva York | Actuación de la Noche.  |
| Derrota   | 13-3   | Davi Ramos          | Sumisión (estrangulamiento por detrás)     | UFC Fight Night: Swanson vs. Ortega                       | 9 de diciembre de 2017  | 3     | 0:50   | Fresno, California   | Regreso al peso ligero. |
| Derrota   | 13-2   | Chas Skelly         | Sumisión (estrangulamiento por detrás)     | UFC Fight Night: Bermudez vs. Korean Zombie               | 4 de febrero de 2017    | 2     | 2:01   | Houston, Texas       |                         |
| Victoria  | 13-1   | Abner Lloveras      | Decisión (unánime)                         | The Ultimate Fighter: Team McGregor vs. Team Faber Finale | 11 de diciembre de 2015 | 3     | 5:00   | Las Vegas, Nevada    | Combate de peso ligero. |
| Victoria  | 12-1   | John Gunderson      | Decisión (unánime)                         | WSOF 9                                                    | 29 de marzo de 2014     | 3     | 5:00   | Las Vegas, Nevada    |                         |
| Victoria  | 11-1   | Roli Delgado        | TKO (codazos)                              | ShoFight 20                                               | 16 de junio de 2012     | 3     | 3:24   | Springfield, Misuri  |                         |
| Victoria  | 10-1   | Frank Gómez         | TKO (puñetazos)                            | WMMA 1                                                    | 31 de marzo de 2012     | 1     | 3:25   | El Paso, Texas       |                         |
| Victoria  | 9-1    | Randy Campbell      | KO (puñetazo)                              | Duel for Domination: MMA Extravaganza                     | 26 de noviembre de 2011 | 1     | 1:07   | Phoenix, Arizona     |                         |
| Victoria  | 8-1    | Jeff Fletcher       | TKO (puñetazos)                            | Rage in the Cage 153                                      | 16 de julio de 2011     | 2     | 2:41   | Chandler, Arizona    |                         |
| Victoria  | 7-1    | Gabe Rivas          | Sumisión (barra de brazo)                  | Rage in the Cage 152                                      | 21 de mayo de 2011      | 1     | 2:25   | Chandler, Arizona    |                         |
| Victoria  | 6-1    | Ryan Diaz           | TKO (parada médica)                        | Strikeforce Challengers: Riggs vs. Taylor                 | 13 de agosto de 2010    | 1     | N/A    | Phoenix, Arizona     |                         |
| Victoria  | 5-1    | Nadeem Al-Hassan    | TKO (puñetazos)                            | Rage in the Cage 140                                      | 20 de marzo de 2010     | 1     | 2:51   | Tucson, Arizona      |                         |
| Victoria  | 4-1    | Eric Regan          | Decisión (unánime)                         | Rage in the Cage 139                                      | 13 de febrero de 2010   | 3     | 3:00   | Tucson, Arizona      |                         |
| Victoria  | 3-1    | Oscar Rodriguez     | Sumisión (barra de brazo)                  | World Fighting Federation 1                               | 3 de octubre de 2009    | 1     | 1:45   | Tucson, Arizona      |                         |
| Victoria  | 2-1    | Josh Gaskins        | Decisión (dividida)                        | AG: Extreme Beat Down                                     | 11 de abril de 2009     | 3     | 5:00   | Phoenix, Arizona     |                         |
| Derrota   | 1-1    | Joe Cronin          | Sumisión (estrangulamiento por guillotina) | Rage in the Cage 122                                      | 28 de febrero de 2009   | 1     | 0:25   | Phoenix, Arizona     |                         |
| Victoria  | 1-0    | Shawn Scott         | Sumisión (barra de brazo)                  | Evolution MMA                                             | 4 de octubre de 2008    | 3     | 1:42   | Phoenix, Arizona     |                         |